# Antoine de Paule
Antoine de Paule (1551-1636) was grootmeester van de Orde van Malta vanaf 1623 tot aan zijn dood. Voordat De Paule grootmeester werd was hij in Frankrijk voor de Orde actief als grootprior van Saint-Gilles. Hij volgde in 1623 Luis Mendez de Vasconcellos op. Tijdens de regering van Antoine de Paule had hij als zijn adjudant de Maltese historicus Giovanni Francesco Abela. Onder zijn leiding werd vanwege de overbevolking van Valletta verder in het binnenland de stad Paola gesticht die dus zijn naam kreeg. De Paule stierf in 1636 en werd opgevolgd door Jean Baptiste de Lascaris de Castellar.